# حور رفيع الأوراق
حور رفيع الأوراق (الاسم العلمي:Populus angustifolia) هو نوع من النباتات يتبع جنس الحور من الفصيلة الصفصافية.